# Peace Will Come (album)
Peace Will Come är den amerikanske trubaduren Tom Paxtons åttonde studioalbum, utgivet 1972 på skivbolaget Reprise Records.
Albumet nådde Billboard-listans 191:a plats.

## Låtlista
Samtliga låtar skrivna av Tom Paxton
1. "Peace Will Come"
2. "You Came Throwing Colors"
3. "Out Behind the Gypsy's"
4. "The Hostage"
5. "You Should Have Seen Me Throw That Ball"
6. "Retrospective"
7. "Jesus Christ S.R.O."
8. "California"
9. "I Lost My Heart on a 747"
10. "Dance in the Shadows"
11. "What a Friend You Are"